# (21448) Galindo
Pour les articles homonymes, voir Galindo (homonymie).
(21448) Galindo est un astéroïde de la ceinture principale d'astéroïdes.

## Description
(21448) Galindo est un astéroïde de la ceinture principale d'astéroïdes. Il fut découvert le 20 avril 1998 à Socorro (Nouveau-Mexique) par le projet LINEAR. Il présente une orbite caractérisée par un demi-grand axe de 2,30 UA, une excentricité de 0,12 et une inclinaison de 4,1° par rapport à l'écliptique.

## Compléments